# NGC 2268
NGC 2268 (другие обозначения — UGC 3653, MCG 14-4-22, ZWG 362.36, ZWG 363.20, IRAS07006+8427, PGC 20458) — галактика в созвездии Жираф.
Этот объект входит в число перечисленных в оригинальной редакции «Нового общего каталога».
В галактике вспыхнула сверхновая SN 1982B типа Ia. Её пиковая видимая звёздная величина составила 14.
Галактика NGC 2268 входит в состав группы галактик NGC 2276. Помимо NGC 2268 в группу также входят ещё 12 галактик.